# ロマンス (雑誌)
ロマンスは、ロマンス社が発行した昭和の娯楽読物雑誌。1946年（昭和21年）創刊。最盛期には80万部を発行する国民的雑誌となったが、ロマンス社は経営難で1950年に解散し、ロマンス出版社の『ロマンス』、ロマンス本社の『モダン・ロマンス』に分裂。『モダン・ロマンス』は1951年、ロマンス出版社から東西南北社への社名を変えた『ロマンス』は1956年に廃刊となった。

## 創刊
講談社の『婦人倶楽部』編集部で大衆文芸を担当していた熊谷寛が、戦後になって「東京タイムズ」発刊に加わり、その3ヶ月後の1946年6月に、東京タイムズ社出版局から『ロマンス』を創刊した。創刊号は織田作之助、立野信之、菊田一夫、浜本浩らの小説を掲載し、64ページ、定価4円50銭で、10万部を売り尽くした。次いで『講談倶楽部』編集長を務めていた原田常治や桜庭政雄などを講談社からを招いて、ロマンス社として独立させる。
3号から小島政二郎の恋愛小説「三百六十五夜」が大きな人気を博し、連載終了と同時に映画化されて、その主題歌とともにヒットし、雑誌の人気も確立させた。また毎号巻頭で志村立美、岩田専太郎の三色刷り挿絵を付けた橋爪健の物語詩も特色となった。

## 国民的雑誌へ
1947年から菊池寛の連載小説が始まる。この時の原稿料は1回20万円という破格の額で、他にも小島政二郎、久米正雄、川口松太郎、舟橋聖一クラスが1回10万円という当時としては高額なものだった。翻訳ものとしても2号でシーモノフ「昼と夜」、4号でシムノン「情熱の空路」などを掲載。また西条八十詩、林唯一画「愛染かつら物語詩画帖」や、「流行歌謡絵物語」を連載。
発行部数は1947年には40万部、1948年には82万部に達する。ロマンス社は1947年に、休刊となっていた『婦人世界』誌を実業之日本社から買い取って復刊させた他、『少年世界』『映画スタア』、アメリカのマックファーデン社と提携した翻訳雑誌『トルーストーリー』『フォトプレイ』の六大雑誌を発行し、総発行部数でも講談社を上回るようになる。1949年には社屋を銀座の民友社跡に移転。社員には毎月大入袋が出た。

## 分裂
1949年に日配が停止するなどして出版界は混乱し、資金力に劣る中小出版社は経営が苦しくなって行った。ロマンス社も原稿料、給料の遅配が始まり、人気作家が離れ始め、1950年7月に2億1千万円の負債を抱えて破産する。筆頭債権者である交通公社と中外印刷が式場隆三郎を社長にしてロマンス出版社を設立しようとするが、他の債権者の反対で流れ、交通公社の顧問弁護士浅田清松を社長代行とするロマンス出版社と、これを不満として中外印刷の後押しによるロマンス本社が設立される。熊谷は全財産を差し押さえられ、ロマンス出版社の平取締役とされた。
ロマンス出版社は『ロマンス』『婦人世界』『トルーストーリー』、ロマンス本社は『モダン・ロマンス』を発行するようになる。1951年には『モダン・ロマンス』は終了。次いでロマンス社は東西南北社に社名を変更。これと同時に熊谷寛は『婦人世界』を持って婦人世界社を設立、娯楽読物主体の婦人雑誌を志したが、1年で終了。東西南北社はアメリカの『レディス・ホーム・ジャーナル』日本版発行などもするがうまくいかず、1956年に解散した。